# Choose (film)
Pour plus de détails, voir Fiche technique et Distribution.
Choose est un film d'horreur américain réalisé par Marcus Graves, sorti en 2011.

## Synopsis
En pleine nuit, Sara découvre ses parents ligotés sur leur lit par un intrus armé d'un couteau. L'intrus donne à Sara une minute pour choisir lequel de ses parents doit mourir. Si Sara ne fait aucun choix, son père et sa mère seront tués. Le choix est inhumain et impossible. Pourtant Sara doit choisir....

## Fiche technique
- Titre original : Choose
- Réalisation : Marcus Graves
- Scénario : Brandon Camp et Mike Thompson
- Musique : Nathan Larson
- Société de production : The 7th Floor
- Pays d'origine :  États-Unis
- Langue originale : anglais
- Genre : horreur
- Durée : 83 minutes
- Dates de sortie :
  -  États-Unis : 16 mars 2011
  -  France : 9 mai 2012 (en vidéo)

## Distribution
- Shana Dowdeswell : Sara
- Katheryn Winnick : Fiona Wagner
- Nicholas Tucci : Nathan Jones
- Kevin Pollak : Tom Wagner
- Richard Short : Détective Benson
- Bruce Dern : Docteur Ronald Pendleton
- Alexi Wasser : Marni
- Cady Huffman : Alice
- Billy Kaye : Brian
- Billy Magnussen : Paul
- Tom Cleary : Simon Campbell
- John Rothman : Elliot Vincent
- David Iacono : Jake
- Cathy Ladman : la mère de Sara
- Lenny von Dohlen : l'homme effrayant de l'hôtel
- Kate Nauta : Jenna Marlowe
- James Riordan : David
- Lisa McCullough : la mère de Fiona
- Jake Goldberg : Nathan Jones jeune
- Annalaina Marks : la journaliste
- Kahan James : le photographe
- Barbara Anne Davidson : la vieille femme